# سیمون کوبا سارابیا
سیمون کوبا سارابیا (اسپانیایی: Simeón Cuba Sarabia‎؛ ۵ ژانویهٔ ۱۹۳۵ – ۹ اکتبر ۱۹۶۷) عضو ارتش آزادی‌بخش ملی و چریک به رهبری چه گوارا اهل بولیوی بود.

## زندگی‌نامه
سیمون کوبا سارابیا که در منطقه کوچابامبا بولیوی به دنیا آمده بود، در میان معدنچیان قلع در برخی مناطق به یک رهبر تبدیل شد و به عنوان دبیر سازمان و منشی شبه نظامیان اتحادیه کارگران معدن محلی خدمت کرد. او همچنین فعالیت‌های مختلف خدمات اجتماعی برای منافع خانواده‌های معدنچیان را انجام داد. کوبا سارابیا به حزب کمونیست بولیوی پیوست اما در سال ۱۹۶۵ از آن استعفا داد تا عضو حزب مارکسیست - لنینیست بولیوی شود که طرفدار مبارزه مسلحانه بود. در مارس ۱۹۶۷ او وارد گروه چریکی چه گوارا شد.